# Distretto di Kosamphi Nakhon
Il distretto di Kosamphi Nakhon (in thailandese: โกสัมพีนคร) è un distretto (amphoe) della Thailandia, situato nella provincia di Kamphaeng Phet.